# Чорне море (картина Айвазовського)
«Чорне море» — картина Івана Айвазовського, написана в 1881 році. Інша назва картини — «На Чорному морі починає розігруватися буря».
На картині зображене Чорне море, що штормить. Вдалині ледве проглядається корабель. Картині притаманні тільки темні фарби.